# Кемптонвілл (Каліфорнія)
Кемптонвілл (англ. Camptonville) — переписна місцевість (CDP) в США, в окрузі Юба штату Каліфорнія. Населення — 158 осіб (2010).

## Географія
Кемптонвілл розташований за координатами 39°27′8″ пн. ш. 121°2′56″ зх. д. / 39.45222° пн. ш. 121.04889° зх. д. (39.452198, -121.048864).  За даними Бюро перепису населення США в 2010 році переписна місцевість мала площу 2,26 км², уся площа — суходіл.

## Демографія
Згідно з переписом 2010 року, у переписній місцевості мешкало 158 осіб у 70 домогосподарствах у складі 42 родин. Густота населення становила 70 осіб/км².  Було 81 помешкання (36/км²).
Расовий склад населення:
| - 74,1 % — білих - 9,5 % — корінних американців - 1,3 % — азіатів - 2,5 % — осіб інших рас |

До двох чи більше рас належало 12,7 %. Частка іспаномовних становила 3,2 % від усіх жителів.
За віковим діапазоном населення розподілялося таким чином: 22,8 % — особи молодші 18 років, 62,6 % — особи у віці 18—64 років, 14,6 % — особи у віці 65 років та старші. Медіана віку мешканця становила 44,3 року. На 100 осіб жіночої статі у переписній місцевості припадало 102,6 чоловіків;  на 100 жінок у віці від 18 років та старших — 100,0 чоловіків також старших 18 років.
Середній дохід на одне домашнє господарство  становив 45 727 доларів США (медіана — 32 125), а середній дохід на одну сім'ю — 63 021 долар (медіана — 50 833). За межею бідності перебувало 15,7 % осіб, у тому числі 0,0 % дітей у віці до 18 років та 23,7 % осіб у віці 65 років та старших.
Цивільне працевлаштоване населення становило 70 осіб. Основні галузі зайнятості: освіта, охорона здоров'я та соціальна допомога — 38,6 %, роздрібна торгівля — 12,9 %, сільське господарство, лісництво, риболовля — 12,9 %.